# IHI
株式会社IHI（アイ・エイチ・アイ、英: IHI Corporation）は、東京都江東区豊洲に本社を置く、重工業を主体とする日本の大手製造会社。
三菱重工業（MHI）・川崎重工業（KHI）と共に三大重工業の一角を成している。日経平均株価の構成銘柄の一つ。
旧商号は石川島播磨重工業株式会社（いしかわじまはりまじゅうこうぎょう、英: Ishikawajima-Harima Heavy Industries Co., Ltd.）。石川島重工業と播磨造船所の合併以来「IHI」を略称とし、2007年に商号をこの略称に変更した。

## 概要
幕末以来160年を超える歴史があり、重機などの重工業において、日本を代表する企業の一つである。東京駅丸の内駅舎の鉄骨の建造（施工は大林組が担当し、1914年に開業）、永野治による日本初のターボ・ジェットエンジン開発（1945年）、日本国内最大の大型海水淡水化装置建設（1967年）、東京湾アクアライン工事用シールド掘進機納入（1997年）、明石海峡大橋では風洞試験用100分の1模型の製作に始まり、同橋梁の建設工事においてもケーソンやタワー（主塔）部材の製造を通して建設（1998年）に関わってきた。
同社のトップは政財界でも様々な活動を行っている。最近では伊藤源嗣が日本経済団体連合会（日本経団連）の評議員会副議長を務めていた（就任時は社長、2003年～2007年）。1980年代に中曽根康弘首相が進めた行政改革においては、その基本方針をまとめた第二次臨時行政調査会の会長を同社出身の土光敏夫が務め、その主要政策として実行された日本電信電話公社の民営化では真藤恒が同公社の最後の総裁、及び日本電信電話（NTT）の初代社長としてその移行を実現させた。また、稲葉興作は1993年から2001年に日本商工会議所の会頭であった。
元来独立系の企業だが、土光敏夫が三井グループの東京芝浦電気（現・東芝）の再建に関わって以来、東芝と密接な関係にあり、三井グループを構成する二木会（社長会）・三井業際研究所（二木会直轄のシンクタンク）・綱町三井倶楽部（三井系の会員制クラブ）及び月曜会（三井グループ各社の役員間の相互親睦と情報交換を目的とする会合）に加盟している。一方、旧石川島重工業と旧・第一銀行とのつながりから、メインバンクはみずほ銀行であり、IHIは第一勧銀グループにも属している。
2012年10月からコーポレートメッセージを「Realize your dreams」としている。

## 沿革

### 石川島造船所→東京石川島造船所→石川島重工業
- 1853年（嘉永6年） - 江戸幕府が水戸藩に命じ江戸隅田川河口の石川島（現在の東京都中央区佃二丁目）に造船所を創業。西洋式軍艦「旭日丸」「千代田形」などを建造。
- 1876年（明治9年） - 日本最初の民間造船企業として平野富二に払い下げられる[14]。
- 1877年（明治10年） - 民間造船所として日本初の蒸気船「通運丸」を建造。
- 1889年（明治22年） - 有限責任石川島造船所設立[14]。
- 1893年（明治26年） - 東京石川島造船所株式会社に組織・社名変更[14]。
- 1896年（明治29年） - 初の日本製の火力発電設備（交流発電機）を東京電燈へ引渡し。翌年から浅草火力発電所で稼働開始。
- 1902年（明治35年） - 海軍よりの下命により軽便鉄道用7 t蒸気機関車7台を製造[15]。
- 1907年（明治40年） - 大日本軌道株式会社よりの依頼で軽便鉄道用機関車20数台を製造[15]、その内、5.5t蒸気機関車1台は下松市に現存。
- 1911年（明治44年） - 東京中央停車場（現東京駅）の鉄骨を製作、組立[16]。
- 1918年（大正7年） - 第一次世界大戦での船舶特需により莫大な利益を得、これを自動車分野に投資し、英国ウーズレー・モーター・カンパニーとライセンス提携を結ぶ[17]。提携は1927年まで継続。以降はブランド名を「スミダ」とするが車両自体はウーズレーのままであった。自動車部門は1929年、石川島自動車製作所（現・いすゞ自動車）として独立[18]。
- 1924年（大正13年） - 石川島飛行機製作所を設立（現・立飛企業）。
- 1942年（昭和17年） - 選抜された刑務所受刑者46人による石川島造船訓練隊結成式が行われる。受刑者は一般工員とともに海南丸を建造[19]。
- 1945年（昭和20年） - 石川島重工業株式会社に商号変更。日本初のジェットエンジン「ネ-20」を製作。

### 播磨船渠→播磨造船所
- 1907年（明治40年） - 播磨船渠株式会社設立（初代社長・小曽根貞松）[20]。兵庫県相生村（現在の相生市）に船渠建設開始。
- 1909年（明治42年） - 播磨船渠株式会社が解散。同年に起きた建設中の事故により船渠が崩壊し、出資者が事業意欲を失った事が原因とされる。
- 1911年（明治44年） - 播磨船渠合名会社を設立。旧社の事業を引き継ぐ。
- 1912年（明治45年） - 船渠完成。播磨造船株式会社に改組・商号変更。
- 1916年（大正5年） - （旧）株式会社播磨造船所に商号変更。
- 1918年（大正7年） - 帝国汽船株式会社と合併。鳥羽造船所と共に同社の造船部となる。
- 1921年（大正10年） - 帝国汽船造船部を株式会社神戸製鋼所に営業譲渡。神戸製鋼所造船部となる。
- 1929年（昭和4年） - （新）株式会社播磨造船所として神戸製鋼所から分離設立。この時、造船部傘下の鳥羽電機製作所（現・シンフォニア テクノロジー）は、神戸製鋼所に残る。

### 呉船渠・NBC呉造船部→呉造船所
- 1945年（昭和20年） - 株式会社播磨造船所、呉海軍工廠跡に呉船渠開設。
- 1952年（昭和27年） - 米ナショナル・バルクキャリア（英語版） (NBC)、呉海軍工廠跡に呉造船部開設。
- 1954年（昭和29年） - 株式会社呉造船所として播磨造船所から分離設立。
- 1958年（昭和33年） - 世界初の10万トン級タンカー「ユニバース・アポロ」就航。
- 1962年（昭和37年） - NBCから同社呉造船部の営業譲渡を受ける。

### 石川島播磨重工業
- 1960年（昭和35年）12月1日 - 石川島重工業株式会社が株式会社播磨造船所を合併し、石川島播磨重工業株式会社に商号変更[21]。
- 1966年（昭和41年） - 世界初の20万トン級タンカー「出光丸」就航。
- 1968年（昭和43年） - 株式会社呉造船所を合併。
- 1975年（昭和50年） - 当時世界最大のタンカー（約48万トン）「日精丸」就航。
- 2000年（平成12年） - 川崎重工業・三井造船と官公庁船分野を除く船舶・海洋事業の業務提携を締結。日産自動車から宇宙航空事業・防衛事業を譲受（現・IHIエアロスペース）。
- 2002年（平成14年） - 臨海地区開発の影響で東京第1工場（豊洲）を閉鎖。事業は横浜第3工場に移管。船舶・海洋事業をアイ・エイチ・アイ マリンユナイテッドに分社化。
- 2003年（平成15年） - 新潟鐵工所から原動機事業（現・IHI原動機）、輸送機器事業（現・新潟トランシス）を譲受。
- 2006年（平成18年） - アイ・エイチ・アイ マリンユナイテッドを完全子会社化。本社を千代田区大手町二丁目から江東区豊洲三丁目に移転。

### IHI
- 2007年（平成19年）
  - 1月15日 - 橋梁工事をめぐる談合事件をうけ、国土交通省から建設業法に基づき45日間の業務停止命令を受ける。
  - 7月1日 - 商号を株式会社IHI（英文社名：IHI Corporation）に変更[3]。2007年3月期の有価証券報告書が上場廃止基準である虚偽記載に当たる可能性があり、東証監理ポストに指定される。
- 2008年（平成20年） - 2月9日付で監理ポストの指定から特設注意市場銘柄の指定へ変更。
- 2009年（平成21年） - 5月12日付で特設注意市場銘柄の指定解除。
- 2013年（平成25年）
  - 1月1日 - アイ・エイチ・アイ マリンユナイテッドがユニバーサル造船と合併し、ジャパン マリンユナイテッドが発足。当社は、JFEホールディングスと並んで同社株式45.93%を保有する筆頭株主となる。
  - 10月 - IHIメタルテックの圧延機事業を三菱日立製鉄機械（現・プライメタルズテクノロジーズ）株式会社に承継[22]。
- 2015年（平成27年）12月 - 総合熱処理受託サービスを行うドイツのVTN Beteiligungsgesellschaft GmbH（現・IHI VTN GmbH）を買収、完全子会社化[23]。
- 2016年（平成28年）11月 - IHI建機の全株式を加藤製作所に譲渡[24]。
- 2019年（平成31年）
  - 4月 - 会社分割によりプラント事業をIHIプラント建設に承継。同社はIHIプラントエンジニアリングを吸収合併した上で、社名をIHIプラントに変更した。
  - 7月 - 会社分割により航空機転用型ガスタービンを主機とする発電プラント事業を新潟原動機に継承。更に子会社であるディーゼルユナイテッドを吸収合併し社名をIHI原動機に変更した。
- 2021年（令和3年）8月1日 - 株式交換により明星電気を完全子会社化[25]。

## 事業拠点
主力工場は次の通り。
- 航空・宇宙事業[注釈 2]
  - 相馬第一・第二工場（新加工棟を建設中）（福島県相馬市）、瑞穂工場（東京都西多摩郡瑞穂町）、鶴ヶ島工場 (埼玉県鶴ヶ島市) 、呉第二工場（広島県呉市）
- エネルギー・プラント事業
  - 横浜工場、相生工場（兵庫県相生市）
- その他の事業

## 主要製品
詳細は、同社ウェブサイト製品案内を参照。

### 航空・宇宙

#### ジェットエンジン
航空の分野において、IHIはジェットエンジン製造を専業とし、日本国内初のターボ・ジェットエンジン「ネ20」は同社の製品である。日本国内におけるジェットエンジンのシェアは60%を超え、トップである。

##### 日本製
- ターボジェット
  - ネ20（日本国内初のターボ・ジェットエンジン：橘花 搭載）東京石川島造船時代に製造。
  - J3（日本国内初の実用ジェットエンジン）
    - J3-3（T-1B搭載）日本ジェットエンジンによる開発。
    - J3-7B（T-1B搭載）
    - J3-7C/D（P-2J搭載）
- 低バイパス比ターボファン
  - F3-30/30B（T-4搭載）
  - XF5-1（研究機 X-2 搭載）
  - XF9（開発中）
- 高バイパス比ターボファン
  - V2500（国際共同開発、エアバスA319/A320/A321、マクドネル・ダグラスMD-90搭載）
  - F7-10（日本国内初のスラストリバーサー付きエンジン：P-1搭載）

##### ライセンス生産
- ターボジェット
  - J47（GE社製、F-86F搭載）
  - J79（GE社製、F-104J・F-4EJ搭載）
- 高バイパス比ターボファン
  - CF34（GE社製、ボンバルディアCRJ-700/900・エンブラエルERJ170/175/190/195搭載）
  - GE90（GE社製、ボーイング777-200ER/300ER/200LR搭載）
- 低バイパス比ターボファン
  - TF40（ロールス・ロイス・チュルボメカ製、F-1/T-2搭載）
  - F100（プラット・アンド・ホイットニー製、F-15J/DJ搭載）
  - F110（GE社製、F-2A/B搭載）
- ターボプロップ
  - T64（GE社製、P-2J・PS-1・US-1/1A・YS-11EA/EB搭載）
  - T56（アリソン（現ロールス・ロイス）製、P-3C・C-130H・E-2C搭載）
- ターボシャフト
  - T58（GE製、HSS-2/2A/2B・PS-1・US-1/1A搭載）
  - T700（GE社製、SH-60J/K/L・UH-60J/JA搭載）

#### 宇宙
宇宙事業は100%子会社のIHIエアロスペースがその多くを担っている。
- H-IIロケット・H-IIAロケット
  - LE-7Aエンジン用ターボポンプ
  - LE-5Bエンジン用ターボポンプ
- GXロケット（主契約企業）

### 機械事業
- 高炉
- 製鋼炉
- 熱処理炉
- 圧延設備
- 製管設備
- 精製仕上設備
- 機械プレス
- 圧縮機
- 送風機
- ポンプ
- 製紙・パルプ機械
- ゴム・プラスチック加工機械
- 蒸気タービン
- 歯車装置
- 汎用圧縮機
- 過給機
- 分離機
- 鋳鍛造品

### 物流・鉄構事業
- ローダー
- アンローダー
- スタッカー
- リクレーマ
- クライミングクレーン
- 自動倉庫
- 物流システム
- 橋梁
  - 初代石狩川橋梁 1933年（昭和8年）、東京石川島造船所にて札沼線の開業に合わせて建造。上路式プレートガーター38連、下路式曲弦ワーレントラス4連で構成され、総延長1074.1mは道内最長だった。2001年（平成13年）、新橋が上流側に架けられたことにより役目を終えた。
- 駐車装置
タワーパーキング
- 鉄骨
- 水門
- シールド掘進機
シールド工法にてトンネルを掘削する機械
- セグメント自動組立
- コンクリート製品
- プレストレストコンクリート製品
- 鉄道車両
  - 軽便鉄道用蒸気機関車 明治末期に、東京石川島造船所において、軽便鉄道用蒸気機関車20数台を製造[15]。その内の5.5t蒸気機関車1台が1934年（昭和9年）に下松工業学校に原動機実習用に払い下げられ、戦災を免れたことで通称・下工弁慶号 （愛称・下松べんけい号）として下松市に現存、下松市役所敷地内展示格納庫に展示されている。
- 案内軌条式鉄道車両
- 制震装置/免震床
- 除雪機械

### エネルギー・プラント
- 事業用ボイラ
- 産業用ボイラ
- 舶用ボイラ
- 排煙脱硫装置/排煙脱硝装置
- 原子力機器
- 太陽エネルギー利用プラント
- 石炭液化ガス化プラント
- 石油精製プラント
- 石油化学プラント
- 大型風力発電設備
- セメントプラント
- 医薬プラント
- 海水淡水化装置
- LNGタンク/LPGタンク
- 原油タンク
- 水処理装置
- 廃棄物処理装置
- ガスタービン/ガスエンジン

### その他
- ディーゼルエンジン
- 土木・建設機械
- 農業機械
- この他、1980年代のF1において、ホンダ製のターボエンジンのタービンにIHI製のタービンが使用されている。
- 東宝映画『連合艦隊』（1981年8月8日公開）の特撮シーン撮影用・戦艦大和縮尺1/20モデル（船体はIHIクラフト製で、艦橋や煙突、砲塔やマストなどの上部構造物は東宝美術、ならびに、東宝特殊美術（現：東宝映像美術）で製作。完成は1981年1月20日。水冷ディーゼルエンジン搭載。船体内部に3人が搭乗し、速力6ノットでの自力航行が可能。また、火薬を使用して、46cm3連装主砲の発射シーンの再現も可能。撮影終了後、東京・お台場の船の科学館の玄関脇に屋外展示されていたが、2004年12月、台風並みに発達した暴風雨により破損し、解体処分となった）。

## 過去の製品

### 船舶・海洋事業
船舶・海洋事業については、2002年に分社化したアイ・エイチ・アイ マリンユナイテッド（IHIMU）、2013年からはIHIMUがユニバーサル造船と合併したジャパン マリンユナイテッド（JMU）に移行した。

#### 商船・海洋製品
- クルーズ客船
  - おりえんとびいなす - 1990年竣工
  - ぱしふぃっくびいなす - 1998年竣工
- フェリー
  - ニューはまなす - 1987年竣工[27]
  - ニューあかしあ - 1988年竣工[27]
  - フェリーあざれあ - 1994年竣工[27]
  - フェリーしらかば - 1994年竣工[27]
  - すずらん(初代) - 1996年竣工[27]
  - オーシャンアロー - 超細長双胴船（SSTH）船型の高速フェリー。1998年竣工[27]
  - らいらっく - 2002年竣工[27]
- タンカー
  - 橘丸 - 1921年竣工。日本初の本格的近代タンカー。
  - 出光丸 - 1966年竣工[28]
  - ユニヴァース・アイルランド - 1968年竣工[28]
  - 日石丸 - 1971年竣工
  - グロブティック・トーキョー - 1973年竣工
  - 日精丸 - 1975年竣工
- バルクキャリア（ばら積み貨物船）
- コンテナ船
  - NYK アルテア - 1994年竣工
- ワンピース ゴーイングメリー号 - 石川島造船化工機にて東京都観光汽船の遊覧船「遊」（函館どつく建造）を改修したもの[29]。

#### 艦艇
戦前の日本海軍からの受注は小型艦が主立っていたが（幕末および明治初期に数隻建造したのみで軍艦建造から離れたが、大正期になり駆逐艦建造で復帰）、当時先進的な上陸戦能力を備えていた日本陸軍の船舶部隊より、特殊船と称す大型揚陸艦（現代の強襲揚陸艦の嚆矢とされる船種）を受注しており主力船2隻を建造している。
戦後は輸出向けに建造されたことはないため、納入先は海上自衛隊のみである。
東京石川島造船所（戦前）
- 軍艦：千代田形[30]、鳥海 [I][31]
- 練習艦：石川[32]
- 敷設艦：白鷹 [II][33]
- 駆逐艦
  - 樅型：栂[33]、薄[34]、菫、蓬[34]
  - 若竹型：朝顔[33]、夕顔
  - 神風型：疾風[II][33]
  - 睦月型：卯月[II][35]、長月[II][35]
  - 吹雪型：薄雲[II][33]、天霧[33]

播磨造船所（戦前）
- 砲艦：勢多[36]、堅田[36]
- 敷設艦：沖島 [II][33]、初鷹[33]、蒼鷹 [II][33]、若鷹[33]
- 揚陸艦（特殊船）
  - 神州丸
  - 丙型：あきつ丸
- 巡洋艦：寧海（中華国民党の軍艦。1931年相生市で建造）

呉造船所
- うみたか型駆潜艇
  - PC-310 「おおたか」（2番艇）
  - PC-317 「わかたか」（3番艇）

石川島播磨重工業
- ちくご型護衛艦
  - DE-216 「あやせ」 (2番艦)
- はるな型ヘリコプター搭載護衛艦
  - DDH-142 「ひえい」（2番艦）[37]
- しらね型ヘリコプター搭載護衛艦
  - DDH-143 「しらね」（1番艦）[37]
  - DDH-144 「くらま」（2番艦）[38]
- はつゆき型汎用護衛艦
  - DD-125 「さわゆき」（4番艦）[37]
  - DD-127 「いそゆき」（6番艦）[37]
  - DD-130 「まつゆき」（9番艦）[38]
- あさぎり型汎用護衛艦
  - DD-151 「あさぎり」（1番艦）[38]
  - DD-154 「あまぎり」（4番艦）[38]
  - DD-158 「うみぎり」（8番艦）[38]
- とわだ型補給艦
  - AOE-423 「ときわ」（2番艦）[38]
- こんごう型ミサイル搭載護衛艦
  - DDG-176 「ちょうかい」（4番艦）[38]
- むらさめ型汎用護衛艦
  - DD-101 「むらさめ」（1番艦）[38]
  - DD-106 「さみだれ」（6番艦）[38]
  - DD-108 「あけぼの」（8番艦）[38]
- かとり型練習艦
  - TV-3501 「かとり」（1番艦）
- みうら型輸送艦
  - LST-4151 「みうら」（1番艦）
  - LST-4152 「おじか」（2番艦）
  - LST-4153 「さつま」（3番艦）
- 19号型哨戒艇

#### 官公庁船
- 大型浚渫兼油回収船 「海翔丸」
- 大型浚渫兼油回収船 「白山」
- だいおう型巡視船
  - 「だいおう」（1番船）
- しきしま型巡視船
  - 「しきしま (巡視船・初代)」（1番船）[35]
- 海洋気象観測船 「凌風丸」
- 海洋地球研究船 「みらい」[39]
- 練習船 「汐路丸(3代)」(東京商船大学)

## 関連会社
国内事業者は全て株式会社である。2007年に行った会社名変更に合わせ、子会社も従来の「石川島～」から「IHI～」に名称を改めてきている。また本店住所、出資比率もあわせて記載する。
- IHIインフラシステム - 大阪府堺市堺区、100%
  - IHIインフラ建設 - 東京都江東区東陽、2011年「イスミック」から改名、IHIインフラシステム出資100%。
- IHI運搬機械 - 東京都中央区明石町、100%
  - IHI扶桑エンジニアリング - 東京都江東区大島、IHI運搬機械出資100%
- IHI環境エンジニアリング - 東京都江東区木場、100%
- IHIアグリテック - 北海道千歳市上長都、100%。2017年、IHIスター及びIHIシバウラの事業を統合して設立。
- IHI物流産業システム - 東京都江東区豊洲、2015年に「IHIロジテック」から改称
  - セントラルコンベヤー - 愛知県額田郡幸田町野場四ツ塚
- IHIフォイトペーパーテクノロジー - 東京都中央区佃、51%。
- IHI汎用ボイラ - 東京都江東区深川、100%。
- IHI検査計測 - 横浜市金沢区福浦、100%。
  - 高嶋技研 - 福井県あわら市瓜生、IHI検査計測出資100%。
- IHIプラント - 東京都江東区豊洲、100%。
- IHIキャスティングス - 東京都昭島市拝島町、100%、「石川島精密鋳造」から改名
- IHIジェットサービス - 東京都昭島市拝島町、100%、主としてガスタービン発電プラント･艦艇用ガスタービンのメンテナンス業務
- IHIマスターメタル - 兵庫県相生市相生（IHI相生事業所内）、100%
- IHIエアロスペース - 群馬県富岡市藤木、100%
  - IHIエアロスペースエンジニアリング - 群馬県富岡市藤木、IHIエアロスペース出資100%
- IHIエアロマニュファクチャリング - 長野県上伊那郡辰野町大字伊那富
- IHIプラントエンジニアリング - 東京都江東区豊洲、100%
- IHI技術教習所 - 神奈川県綾瀬市小園、100%
- IHI機械システム - 東京都江東区豊洲、100%。石川島岩国製作所及び石川島産業機械の事業を統合して設立。
- IHI回転機械エンジニアリング - 東京都江東区東雲、100%。石川島汎用機サービス、石川島風水力サービス及び石川島汎用機械の事業を統合して設立。
- IHIターボ - 長野県木曽郡大桑村須原、100%。石川島汎用機械・石川島汎用機サービスの事業統合により設立。
- IHIトレーディング - 東京都千代田区有楽町、100%
- 下記3社は、旧・新潟鐵工所（経営破綻）の事業を引き継ぐために設立。
  - IHI原動機 - 東京都千代田区外神田、100%。2019年7月、新潟原動機から社名変更。IHI本体の航空機転用型ガスタービン発電事業とディーゼルユナイテッドを吸収合併。
    - ニコ精密機器 - 新潟県南魚沼市、IHI原動機出資100%。

  - 新潟トランシス - 新潟県北蒲原郡聖籠町、100%。
- IHIエスキューブ - 東京都江東区豊洲、IHI、IHIビジネスサポート出資
- 江蘇石川島増圧器有限公司 - 中国江蘇省江陰市周荘鎮、45%、江陰通用動力機械有限公司との合弁会社。三井物産オートモーティブ、五十鈴中国、三井物産（中国）も出資。
- IHI Charging Systems International GmbH - ドイツ・ハイデルベルク市、100%、かつてはダイムラーとの合弁会社だった。
- IHI建材工業 - 東京都墨田区両国、100%。
- 西日本設計 - 広島県呉市光町（JMU呉新宮工場内）
- リブコンエンジニアリング - 東京都千代田区鍛冶町
- 日本ジュロン・エンジニアリング - 東京都港区西新橋
- 青森プラント - 青森県上北郡六ヶ所村大字尾駮字野附
- 寿鉄工 - 兵庫県相生市
- 豊洲エネルギーサービス - 東京都江東区豊洲
- 金町浄水場エネルギーサービス - 東京都江東区豊洲
- アイ・エヌ・シー・エンジニアリング - 東京都新宿区百人町
- IHIビジネスサポート - 東京都千代田区有楽町
- クローバーターボ - 横浜市磯子区新中原町
- 三越 - 富山県富山市下冨居
- 千葉倉庫 - 千葉県千葉市中央区出洲港
- 西播開発 - 兵庫県相生市那波野
- 明星電気 - 群馬県伊勢崎市長沼町、51%、元NECグループ、各種電気一般・理化学および精密機器等の装置・機械器具・部品の製造販売
- ジャパントンネルシステムズ - 横浜市鶴見区小野町、51%、JFEエンジニアリングとの共同出資

### かつて存在した関連会社
- IHIメタルテック - 東京都江東区豊洲、100%。2013年10月に主力事業を三菱日立製鉄機械に承継。2014年1月、IHIへ吸収合併。
- IHIテクノソリューションズ - 神奈川県横浜市磯子区新中原町（IHI横浜事業所内）100% 2012年4月IHIへ吸収合併
- アイメック - 神奈川県横浜市磯子区新中原町（IHI横浜事業所内）2012年7月IHI機械システムへ吸収合併
- IHI知多・E&M - 愛知県知多市北浜町 2010年10月IHI環境エンジニアリングへ吸収合併
- 名古屋プラスチック・ハンドリング - 愛知県名古屋市港区昭和町 2010年10月IHI環境エンジニアリングへ吸収合併
- IHI西播磨サービス - 兵庫県相生市那波南本町 2010年7月IHIビジネスサポートへ吸収合併
- ニッシン - 長野県上伊那郡辰野町 2010年4月IHI回転機械へ吸収合併
- IHI物流 - 神奈川県横浜市磯子区新中原町（IHI横浜事業所内） 2010年1月IHIへ吸収合併
- IHI造船化工機 - 東京都江東区新砂 2010年1月IHIへ吸収合併
- 東京湾土地 - 東京都江東区新砂 2010年1月IHIへ吸収合併
- 日本ヘイズ - 岐阜県各務原市テクノプラザ 2009年10月IHI機械システムへ吸収合併
- IHI建機東京販売 - 東京都千代田区神田須田町、2009年4月IHI建機へ吸収合併
- IHI精機 - 滋賀県大津市真野、2009年4月IHI回転機械へ吸収合併
- 石川島運搬機械エンジニアリング - 東京都大田区大森北 2008年石川島運搬機械（現・IHI運搬機械）へ吸収合併
- 関東セグメント - 茨城県行方市 2015年4月IHI建材工業へ吸収合併
- IHIシバウラ - 長野県松本市石芝、91%、ヤンマー農機（2009年2月21日をもって解散。それ以降はヤンマーが受け持つ）と農業機械販売部門を業務提携、2017年10月IHIスター（現・IHIアグリテック）と統合
- IHIシバウラテック - 長野県松本市南原、IHIシバウラ出資100%、2016年4月IHIビジネスサポートへ吸収合併
- ディーゼル ユナイテッド - 東京都千代田区神田須田町、100% 2019年7月IHI原動機（旧・新潟原動機）へ吸収合併
- JAPAN EAS INVESTMENTOS E PARTICIPAÇÕES LTDA（JEI） - ブラジルのアトランチコスル造船所への出資を行うための特定目的会社。2013年設立、2016年撤退により解散。

## 提供番組
現在
- news zero（日本テレビ系列、テレビ宮崎を含む） - 2015年4月～、金曜後半枠1社

過去
- NNNきょうの出来事（日本テレビ）
- TVマンモス（日本テレビ）
- 世界まる見え!テレビ特捜部（日本テレビ）
- どちら様も!!笑ってヨロシク（日本テレビ）
- 心ゆさぶれ!先輩ROCK YOU（日本テレビ） - 2014年10月～2015年3月
- シルシルミシルさんデー（テレビ朝日） - ～2014年9月
- がっちりマンデー!!（TBS）
- ワールドビジネスサテライト（テレビ東京）
- 東京商工会議所企画協力番組（TOKYO MX）
  - 東京新発見
  - トップの素顔
  - 囲碁プロアマ熱血対決

## 不祥事
- 2019年4月9日、IHIは航空機エンジン整備の不正検査問題で国土交通省から業務改善命令を受けた[40]。